# Carl von Marr

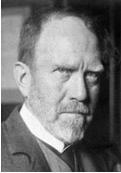
Carl von Marr (1858–1936)

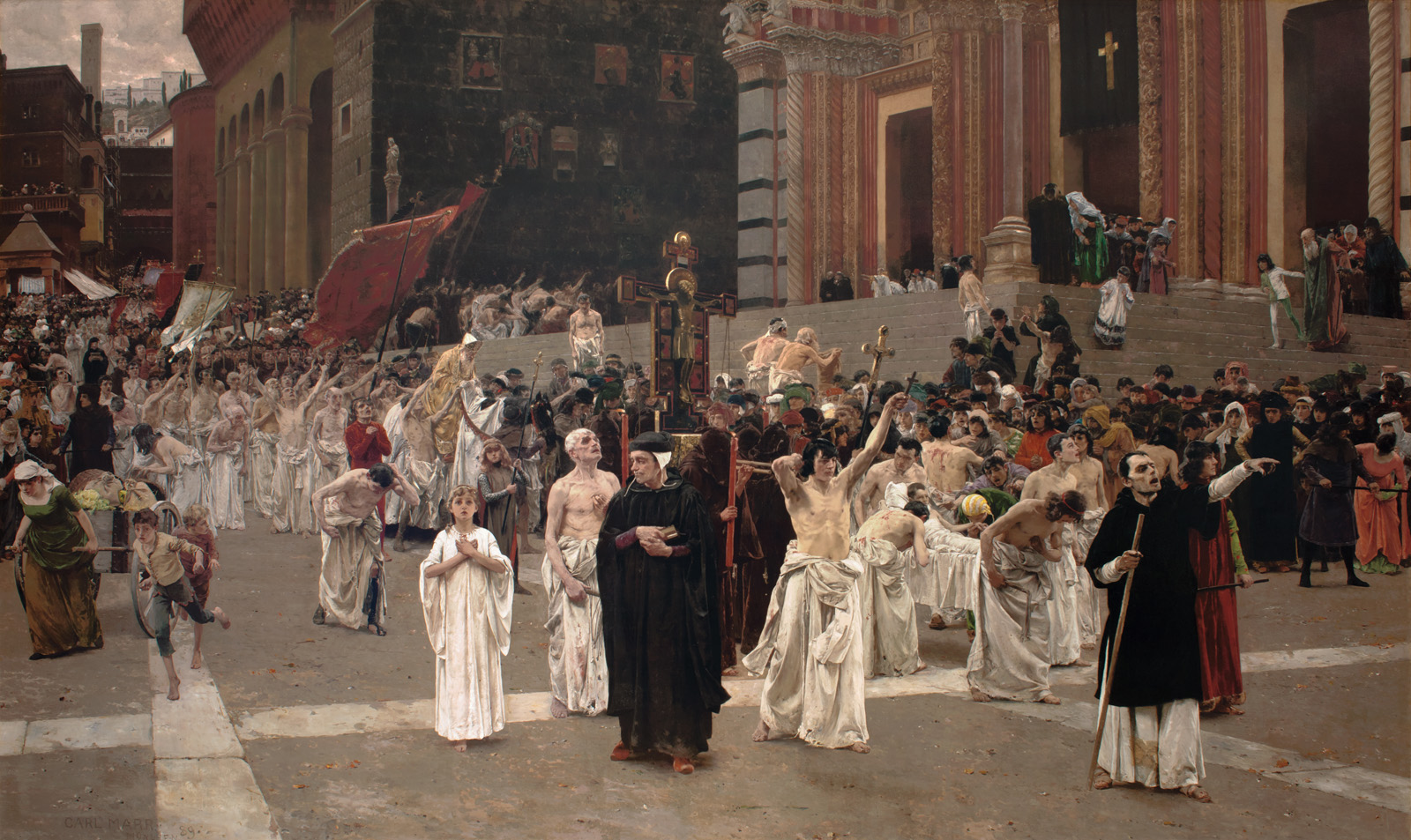
Carl Marr: Die Flagellanten, 1889

Carl von Marr, bis 1908 Carl Marr (* 14. Februar 1858 in Milwaukee, Wisconsin; † 10. Juli 1936 in München) war ein US-amerikanisch-deutscher Maler sowie Münchner Hochschullehrer und -rektor.

## Leben
Carl Marr, Sohn des deutschen Auswanderers und Kupferstechers John Marr, wurde nach einer Ausbildung als Xylograf zunächst in Milwaukee Schüler von Henry Vianden. Er ging danach nach Deutschland, wo er an der Kunstschule Weimar bei Martin Schauss, an der Berliner Kunstakademie bei Karl Gussow und an der Münchner Kunstakademie bei Wilhelm von Lindenschmit und Otto Seitz studierte.
1893 wurde er selbst als Professor an die Münchner Kunstakademie berufen. 1896 erhielt er auf der Großen Berliner Kunstausstellung eine große Goldmedaille. 1908 wurde er in die American Academy of Arts and Letters gewählt. 1909 erhielt er den bayerischen Adel. Von 1919 bis 1924 war er Rektor der Münchner Kunstakademie.
Seit 1916 war er mit Elsie Messerschmitt geb. Fellerer, der Witwe des Historienmalers Pius Ferdinand Messerschmitt, verheiratet.
Von Marr malte zahlreiche Genre-Bilder, religiöse Szenen und Personendarstellungen; einige davon wurden mit Goldmedaillen ausgezeichnet. Seine Werke wurden auf zahlreichen Ausstellungen in Deutschland und Amerika präsentiert. Von Marr gehörte dem Vorstand des Deutschen Künstlerbundes an.
Das Museum of Wisconsin Art in West Bend besitzt mehrere Werke von Marrs, darunter das monumentale Gemälde Die Flagellanten.
Carl von Marr wurde in München auf dem Friedhof Solln im selben Grab wie Pius Ferdinand Messerschmitt begraben. In München-Solln, wo er mehrmals wohnte, ist seit 1947 die Karl-Marr-Straße nach ihm benannt.

## Schüler
- Robert Franz Curry
- Hermann Eugen Graf
- Moritz Heymann
- Carl Horn
- Ly Klein
- Klaas Koster
- Fritz Kunz
- Emil Weber
- Alfons Zeileis